# Kasemi
Kasemi, född 1570, död 1650, var en osmansk arkitekt som räknas till en av den klassiska osmanska arkitekturens mästare.
Han föddes i byn Gramsh i Tomorrica i Skrapar i Albanien. Han tog examen i arkitektur och tros vara en av den berömde osmanska arkitekten Mimar Sinans assistenter. Han tjänade som den viktigaste arkitekten i Osmanska riket och har skapat monument som Qoshku Bagdad, Qoshku Revan, moskén i Faience och många arbeten såsom värdshus, broar, badhus och vägar i Berat, Korce, med flera.[källa behövs]